# Campeonato Europeo de Patinaje Artístico sobre Hielo de 1957
El XLVIII Campeonato Europeo de Patinaje Artístico sobre Hielo se realizó en Viena (Austria) del 14 al 16 de febrero de 1957. Fue organizado por la Unión Internacional de Patinaje sobre Hielo (ISU) y la Federación Austríaca de Patinaje Artístico sobre Hielo.

## Resultados

### Masculino
| Puesto | Nombre         | País           | Puntos |
| ------ | -------------- | -------------- | ------ |
| Oro    | Alain Giletti  | Francia        |        |
| Plata  | Karol Divín    | Checoslovaquia |        |
| Bronce | Michael Booker | Reino Unido    |        |

### Femenino
| Puesto | Nombre       | País    | Puntos |
| ------ | ------------ | ------- | ------ |
| Oro    | Hanna Eigel  | Austria |        |
| Plata  | Ingrid Wendl | Austria |        |
| Bronce | Hanna Walter | Austria |        |

### Parejas
| Puesto | Nombre                           | País                | Puntos |
| ------ | -------------------------------- | ------------------- | ------ |
| Oro    | Věra Suchánková / Zdeněk Doležal | Checoslovaquia      |        |
| Plata  | Marianna Nagy / László Nagy      | Hungría             |        |
| Bronce | Marika Kilius / Franz Ningel     | Alemania Occidental |        |

### Danza sobre hielo
| Puesto | Nombre                              | País        | Puntos |
| ------ | ----------------------------------- | ----------- | ------ |
| Oro    | June Markham / Courtney Jones       | Reino Unido |        |
| Plata  | Barbara Thompson / Gerard Rigby     | Reino Unido |        |
| Bronce | Catherine Morris / Michael Robinson | Reino Unido |        |

## Medallero
| Núm. | País                | Oro | Plata | Bronce | Total |
| ---- | ------------------- | --- | ----- | ------ | ----- |
| 1    | Reino Unido         | 1   | 1     | 2      | 4     |
| 2    | Austria             | 1   | 1     | 1      | 3     |
| 3    | Checoslovaquia      | 1   | 1     | 0      | 2     |
| 4    | Francia             | 1   | 0     | 0      | 1     |
| 5    | Hungría             | 0   | 1     | 0      | 1     |
| 6    | Alemania Occidental | 0   | 0     | 1      | 1     |
|      | TOTAL               | 4   | 4     | 4      | 12    |